# 2009年ベルギーグランプリ
2009年ベルギーグランプリは、2009年F1世界選手権第12戦として、2009年8月30日に、スパ・フランコルシャンで開催される。正式名称は2009 FORMULA1 ING Belgian Grand Prix 。

## 予選

### 展開
気温15℃、路面温度27℃、湿度57％の条件下で予選がスタート

#### Q1
まず、フォース・インディアのジャンカルロ・フィジケラがトップタイムをマークする。その後、ルノーのロマン・グロージャンがトップタイムを更新する。直後にウィリアムズのニコ・ロズベルグがトップタイムを更新するが、グロージャンが次の周回で再びトップに立つ。7分が経過し、トヨタのヤルノ・トゥルーリが最初に1分45秒台のタイムをマーク。直後にトロ・ロッソのセバスチャン・ブエミ、フォース・インディアのエイドリアン・スーティル、BMWザウバーのニック・ハイドフェルドがトゥルーリのタイムを更新する。
残り1分でトヨタのワンツー体勢となる。レッドブルの2台が直後に2,3位に割って入り、直後にフォース・インディアの
ジャンカルロ・フィジケラがトップタイムをマーク。残り時間が0になったところでフェラーリのルカ・バドエルがスピン。実質ここでQ1が終了。トロ・ロッソの2台、ウィリアムズの中嶋一貴、グロージャン、バドエルがQ1敗退となった。

#### Q2
BMWのロバート・クビサを先頭に各車アタックに入る。そのクビサは唯一ハードタイヤでアタックを行う。ロズベルク以外のマシンもソフトタイヤで次々とアタックを行う。
残り7分でロズベルクがハードタイヤでアタックに出る。ここまで唯一全レースでポイントを獲得しているブラウンGPのジェンソン・バトンは渋滞にかかり、タイムがのびない。残り20秒でフィジケラがトップタイムをマークする。残り時間がなくなり、バトンが最後のアタックを行い、タイムを更新するも、今期初めでQ3に進めないことが決まった。スーティル、ルノーのフェルナンド・アロンソ、バトン、マクラーレンの2台がQ2敗退となった。

#### Q3
気温16℃、路面温度30℃、湿度51％
キミ・ライコネンが先頭でアタックに入る。その後を追ってBMWの2台とロズベルクがハードタイヤでアタックを行う。その他のマシンは全てソフトタイヤでのアタック。残り1分でBMWのワン・ツー体勢となるが直後にトゥルーリがトップタイムを更新する。しかし残り30秒でフィジケラがトップに出る。
結局その後はフィジケラのタイムを上回るマシンが現れず、フォース・インディアがストレートラインで伸びるマシンの特性を生かしてチーム初のポールポジション獲得。チームの前身時代を含めるとジョーダン・無限・ホンダ時代の1999年ヨーロッパグランプリ以来となった。フィジケラ自身はルノー時代の2006年マレーシアグランプリ以来4度目のポールポジション獲得となった。

### 結果
| 順位 | No | ドライバー               | チーム                           | Q1       | Q2       | Q3       | グリッド |
| ---- | -- | ------------------------ | -------------------------------- | -------- | -------- | -------- | -------- |
| 1    | 21 | ジャンカルロ・フィジケラ | フォース・インディア・メルセデス | 1'45.102 | 1'44.667 | 1'46.308 | 1        |
| 2    | 9  | ヤルノ・トゥルーリ       | トヨタ                           | 1'45.140 | 1'44.503 | 1'46.395 | 2        |
| 3    | 6  | ニック・ハイドフェルド   | BMWザウバー                      | 1'45.566 | 1'44.709 | 1'46.500 | 3        |
| 4    | 23 | ルーベンス・バリチェロ   | ブラウン・メルセデス             | 1'45.237 | 1'44.834 | 1'46.513 | 4        |
| 5    | 5  | ロバート・クビサ         | BMWザウバー                      | 1'45.655 | 1'44.557 | 1'46.586 | 5        |
| 6    | 4  | キミ・ライコネン         | フェラーリ                       | 1'45.579 | 1'44.953 | 1'46.633 | 6        |
| 7    | 10 | ティモ・グロック         | トヨタ                           | 1'45.450 | 1'44.877 | 1'46.677 | 7        |
| 8    | 15 | セバスチャン・ベッテル   | レッドブル・ルノー               | 1'45.372 | 1'44.592 | 1'46.761 | 8        |
| 9    | 14 | マーク・ウェバー         | レッドブル・ルノー               | 1'45.350 | 1'44.924 | 1'46.788 | 9        |
| 10   | 16 | ニコ・ロズベルグ         | ウィリアムズ・トヨタ             | 1'45.486 | 1'45.047 | 1'47.362 | 10       |
| 11   | 20 | エイドリアン・スーティル | フォース・インディア・メルセデス | 1'45.239 | 1'45.119 |          | 11       |
| 12   | 1  | ルイス・ハミルトン       | マクラーレン・メルセデス         | 1'45.767 | 1'45.122 |          | 12       |
| 13   | 7  | フェルナンド・アロンソ   | ルノー                           | 1'45.707 | 1'45.136 |          | 13       |
| 14   | 22 | ジェンソン・バトン       | ブラウン・メルセデス             | 1'45.761 | 1'45.251 |          | 14       |
| 15   | 2  | ヘイキ・コバライネン     | マクラーレン・メルセデス         | 1'45.705 | 1'45.259 |          | 15       |
| 16   | 12 | セバスチャン・ブエミ     | トロ・ロッソ・フェラーリ         | 1'45.951 |          |          | 16       |
| 17   | 11 | ハイメ・アルグエルスアリ | トロ・ロッソ・フェラーリ         | 1'46.302 |          |          | 17       |
| 18   | 17 | 中嶋一貴                 | ウィリアムズ・トヨタ             | 1'46.307 |          |          | 18       |
| 19   | 8  | ロマン・グロージャン     | ルノー                           | 1'46.359 |          |          | 19       |
| 20   | 3  | ルカ・バドエル           | フェラーリ                       | 1'46.957 |          |          | 20       |

## 決勝

### 展開
気温16℃、路面温度30℃、湿度51％
上位勢ではフィジケラ、ライコネンがソフトタイヤを選択。その他のマシンの多くはハードタイヤ。
スタートではフィジケラがトップを守るが、バリチェロがスタート出来ずに一時は最下位まで後退。1コーナーではライコネン、バトン、バドエルがコースアウト。更にロズベルク、スーティル、アロンソが接触。しかしライコネンはKERSにより3番手まで順位を上げ、ケメルストレートでクビサをかわす。フロントロースタートのトゥルーリは5番手に後退。更に5コーナーでハイドフェルドと接触しフロントウィングを破損。その後ろの4コーナーではグロージャンが後ろからバトンに接触し両者コースアウト。それを避けるためにハミルトンが減速するが、今度はその後ろからアルグエルスアリが避けきれずに接触。オープニングラップで4台がリタイヤし、ここでセーフティーカーが入る。
ポイントリーダのバトンは今期初のノーポイントとなった。接触の影響でトゥルーリ、バリチェロ、スーティルがピットイン。
4周目でセーフティーカーが戻り、5周目にレースが再開。2番手のライコネンは1コーナーを立ち上がり、フィジケラの後ろをぴったりとマーク。ケメルストレートでフィジケラをオーバーテイクしトップに上がる。後方ではベッテルがロズベルクを、バリチェロがトゥルーリをオーバーテイク。バリチェロはその後バドエル、中嶋も抜いていく。トゥルーリはフロントウィング以外にもダメージがあったようで、最下位まで順位が下がる。
12周目にクビサとグロックがピットイン。14周目にトップのライコネンと2番手のフィジケラが同時にピットイン。ライコネンはハードタイヤに変え、フィジケラはソフトタイヤのままコースに戻る。更に同じ周回でウェバーとハイドフェルドもピットイン。ウェバーはチームの危険なリリースによりハイドフェルドと接触しそうになる。何とかハイドフェルドの前でコースに戻るが、ケメルストレートで順位を譲る。しかしこの2台が審議対象となり、ウェバーにドライブスルーペナルティが科せられる。第1スティントを伸ばし、トップを走行していたロズベルクは18周目にピットイン。10番手でコースに戻るが、すぐにスーティルにオーバーテイクされてしまう。
上位陣ではアロンソ、コバライネン、ブエミが燃料を積んでいたためにそれぞれ3,5,6位まで順位を上げる。21周目にブエミとトゥルーリがピットイン。しかしトゥルーリはマシントラブルのために次の周回でリタイヤとなる。24周目にアロンソがピットストップを行うが左フロントタイヤの交換がうまくいかず40秒ほどかかり、14番手まで順位を下げてしまう。結局アロンソはリタイヤ。26周目にコバライネンがピットストップ、ここでワンストップ作戦に出る。同じ周回でスーティルも3度目のピットイン。27周目にバリチェロ、30周目にクビサが2度目のピットイン。
トップのライコネンと2番手のフィジケラは1秒前後の間隔を保ったまま周回を重ねていき、31周目に同時にピットインを行う。32周目にハイドフェルド、33周目にロズベルク、34周目にウェバーがピットイン。トップを走行していたベッテルが35周目にピットイン。クビサの前でコースに戻る。ベッテルは単独3位走行中で更に残りエンジンが1基しかないにもかかわらず、ファステストラップで前の2台を猛追する。
残り3周で7番手走行中のバリチェロのエンジンにオイル漏れが発生する。しかしバリチェロはマシン後方から青白い煙を吐きながら走行を続ける。このあとは順位変動がなく、ライコネンがトップでチェッカーを受け、フェラーリ今期初優勝、
ライコネン自身も昨年のスペイングランプリ以来の優勝となった。2位はポールポジションからスタートしたフィジケラ。フォース・インディアに初のポイントをもたらした。3位にはドイツグランプリで2位になって以来にポイントを獲得したベッテル。その後ろにクビサ、ハイドフェルドのBMW勢、コバライネン、バリチェロ、ロズベルクまでがポイント獲得となった。

### 結果
| 順位 | No | ドライバー               | チーム                           | 周回数 | タイム/リタイア | グリッド | ポイント |
| ---- | -- | ------------------------ | -------------------------------- | ------ | --------------- | -------- | -------- |
| 1    | 4  | キミ・ライコネン         | フェラーリ                       | 44     | 1:23'50.995     | 6        | 10       |
| 2    | 21 | ジャンカルロ・フィジケラ | フォース・インディア・メルセデス | 44     | +0.939          | 1        | 8        |
| 3    | 15 | セバスチャン・ベッテル   | レッドブル・ルノー               | 44     | +3.875          | 8        | 6        |
| 4    | 5  | ロバート・クビサ         | BMWザウバー                      | 44     | +9.966          | 5        | 5        |
| 5    | 6  | ニック・ハイドフェルド   | BMWザウバー                      | 44     | +11.276         | 3        | 4        |
| 6    | 2  | ヘイキ・コバライネン     | マクラーレン・メルセデス         | 44     | +32.763         | 15       | 3        |
| 7    | 23 | ルーベンス・バリチェロ   | ブラウン・メルセデス             | 44     | +35.461         | 4        | 2        |
| 8    | 16 | ニコ・ロズベルグ         | ウィリアムズ・トヨタ             | 44     | +36.208         | 10       | 1        |
| 9    | 14 | マーク・ウェバー         | レッドブル・ルノー               | 44     | +36.959         | 9        |          |
| 10   | 10 | ティモ・グロック         | トヨタ                           | 44     | +41.490         | 7        |          |
| 11   | 20 | エイドリアン・スーティル | フォース・インディア・メルセデス | 44     | +42.636         | 11       |          |
| 12   | 12 | セバスチャン・ブエミ     | トロ・ロッソ・フェラーリ         | 44     | +46.106         | 16       |          |
| 13   | 17 | 中嶋一貴                 | ウィリアムズ・トヨタ             | 44     | +54.241         | 18       |          |
| 14   | 3  | ルカ・バドエル           | フェラーリ                       | 44     | +1'42.177       | 20       |          |
| Ret  | 7  | フェルナンド・アロンソ   | ルノー                           | 26     | ホイール        | 13       |          |
| Ret  | 9  | ヤルノ・トゥルーリ       | トヨタ                           | 21     | ブレーキ        | 2        |          |
| Ret  | 22 | ジェンソン・バトン       | ブラウン・メルセデス             | 0      | 接触            | 14       |          |
| Ret  | 8  | ロマン・グロージャン     | ルノー                           | 0      | 接触            | 19       |          |
| Ret  | 1  | ルイス・ハミルトン       | マクラーレン・メルセデス         | 0      | 接触            | 12       |          |
| Ret  | 11 | ハイメ・アルグエルスアリ | トロ・ロッソ・フェラーリ         | 0      | 接触            | 17       |          |